# تعطل قناة السويس 2021
تعطل قناة السويس 2021 هو توقف لحركة الملاحة البحرية في قناة السويس المصرية، بسبب حادثة جنوح سفينة الحاويات «إيفرغيفن» في 23 مارس 2021، بعد أن واجهت السفينة عاصفة رملية قوية بلغت سرعتها 50 كيلومتر في الساعة (27 عقدة)، وتسببت العاصفة في فقدان السيطرة على السفينة وانحراف هيكلها وباتت محصورة بين جانبي القناة، مما تسبب في انسداد القناة وتوقف حركة الملاحة البحرية، وأسفر الحادث عن تشكّل طابور طويل من السفن على الممر المائي مكون من نحو 150 سفينة بانتظار حل المشكلة، بينما توقفت 15 سفينة أخرى على الأقل في المراسي.
في 25 مارس 2021 أعلنت هيئة قناة السويس تعليق حركة الملاحة مؤقتًا لحين الانتهاء من أعمال تعويم سفينة إيفرغيفن.
في 29 مارس تحركت السفينة بعد نجاح تعويمها وقالت الشركة أنها ستنتقل إلى منطقة البحيرات المرة لفحصها.

## خلفية
سفينة إيفرغيفن هي سفينة حاويات من الدرجة «الذهبية»، وهي واحدة من أكبر سفن الحاويات في العالم. وبدأ العمل بها منذ 9 مايو 2018، واكتمل في 25 سبتمبر 2018. وهي مملوكة لشركة Shoei Kisen Kaisha، وهي شركة تابعة لشركة Imabari Shipbuilding، وتديرها شركة إيفرجرين البحرية. وهي مُسجلة في بنما.
وصف الكابتن بيل كافانا، المحاضر في الكلية البحرية الوطنية الأيرلندية والقبطان السابق، الإبحار عبر قناة السويس بأنه «عملية معقدة للغاية وعالية الخطورة» حيث يكون هبوب الرياح ضد حاويات الشحن، لأنها «ستكون بمثابة شراع»، والذي يُنشئ عزم دوران يصعُب إيقافه مع سفينة ثقيلة مثل Ever Given.
في السنوات التي سبقت الحادث، كانت هناك حالات عديدة لجنوح السفن في قناة السويس. ففي 25 فبراير 2016، جنحت ناقلة البضائع الصب الجافة New Katerina في القناة أثناء سفرها من أوكرانيا إلى تشينغداو. وأعيد تعويمها بعد اثني عشر يومًا؛ ولم تتأثر حركة المرور في القناة خلال هذه الفترة. كذلك في 28 أبريل 2016، جنحت سفينة الحاويات MSC Fabiola في البحيرات المُرة بعد أن عانت من مشاكل في المحرك، مما أجبر مسؤولي القناة على تعليق جميع القوافل المتجهة شمالًا مؤقتًا وإيقاف جميع القوافل المتجهة جنوبًا في القناة. جرى إعادة تعويم MSC Fabiola في 30 أبريل، واستمر عبور السفن للقناة. في 17 يوليو 2018، جنحت سفينة الحاويات Aeneas في القناة، مما أدى إلى تصادم بين السفن الثلاثة التي وراءها: Sakizaya Kalon وPanamax Alexander و Osios David. كان لمعظم هذه الحوادث تأثير طفيف نسبيًا على حركة المرور في قناة السويس.
في وقت وقوع هذا الحادث، كانت السفينة إيفر جيفن تسافر إلى روتردام من تانجونج بيليباس، وعلى متنها 20 ألف حاوية شحن من البضائع. كانت الخامسة في قافلة متجهة شمالاً، وخلفها 15 سفينة عندما جنحت.

## الحادثة

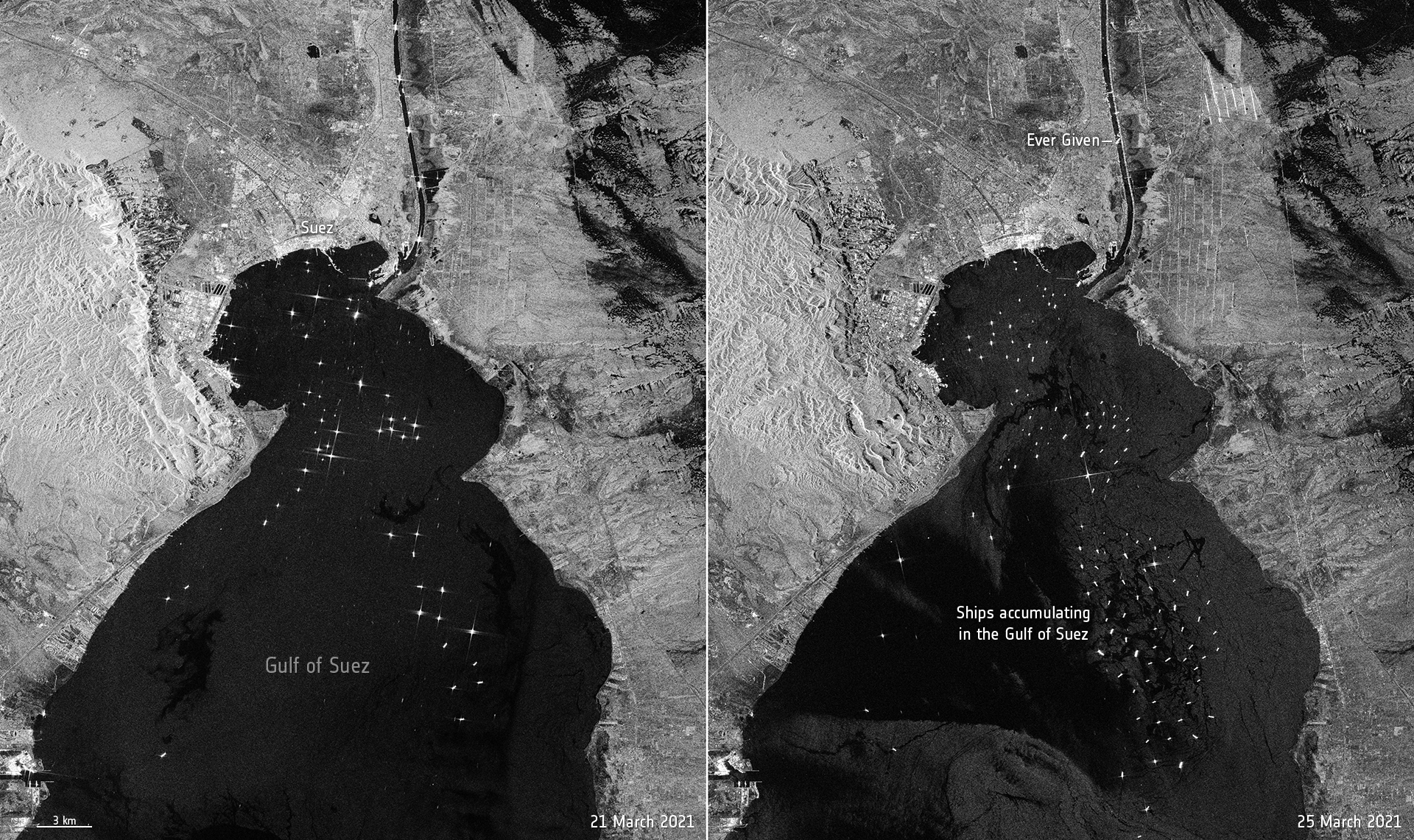
تعطل الملاحة في قناة السويس مُصورة بواسطة القمر الصناعي سانتنال-1.

في 23 مارس 2021، الساعة 07:40 بتوقيت مصر (التوقيت العالمي المنسق +2)، كانت السفينة إيفر جيفن تسافر عبر قناة السويس عندما تعرضت لعاصفة رملية. أدت الرياح القوية، التي وصلت سرعتها إلى 40 عقدة، إلى «فقدان القدرة على توجيه السفينة»، مما تسبب في انحراف جسم السفينة. ثم جنحت السفينة عند علامة الكيلو 151 كيلومتر (82 nmi)، ودارت بحيث أصبحت غير قادرة على تحرير نفسها، مما أدى إلى سد القناة على كلا الطرفين.
أدى الحادث إلى إعاقة ما لا يقل عن 150 سفينة على جانبي القناة لأنها أصبحت محصورة بعد سد السفينة لمجرى القناة. رست بعض تلك السفن في الموانئ والمراسي في المنطقة، بينما بقي الكثير في مكانه. تتراوح أحجام تلك السفن من سفن الشحن الصغيرة إلى السفن الكبيرة، بما في ذلك سفينة تابعة للقوات البحرية الروسية، التي كانت قد تعرضت لحادث تصادم صغير مع سفينة أخرى في وقت سابق من ذلك اليوم.

## الاستجابة
يخطط المسؤلون لنقل سفينتين من خلف سفينة إيفر جيفن لإفساح المجال لعملية إعادة التعويم. جرى إزالة الوقود ومياه الصابورة والعديد من الحاويات من السفينة للمساعدة في تخفيفها حيث عملت الآلات الثقيلة على الحفر بجوار مقدمة السفينة. تساعد ثمانية زوارق قطر في محاولة لتحرير السفينة. صرح بيتر بيردوفسكي، الرئيس التنفيذي لشركة رويال بوسكاليس وستمنستر، أن العملية «قد تستغرق أيامًا إلى أسابيع».
في 24 مارس، أفادت العديد من المنافذ الإخبارية أن شركة وكالة الخليج (GAC) ذكرت أن إيفر جيفن قد أعيد تعويمها جزئيًا وصارت بجانب ضفة القناة، وأن حركة المرور عبر القناة سيجري إعادة فتحها قريبًا. ومع ذلك فقد نفى مكتب GAC في مصر هذا الادعاء، موضحًا أن التقارير غير دقيقة.
في 25 مارس، أوقفت هيئة قناة السويس (SCA) الملاحة عبر قناة السويس حتى يمكن إعادة تعويم إيفر جيفن.

## الأثر الاقتصادي

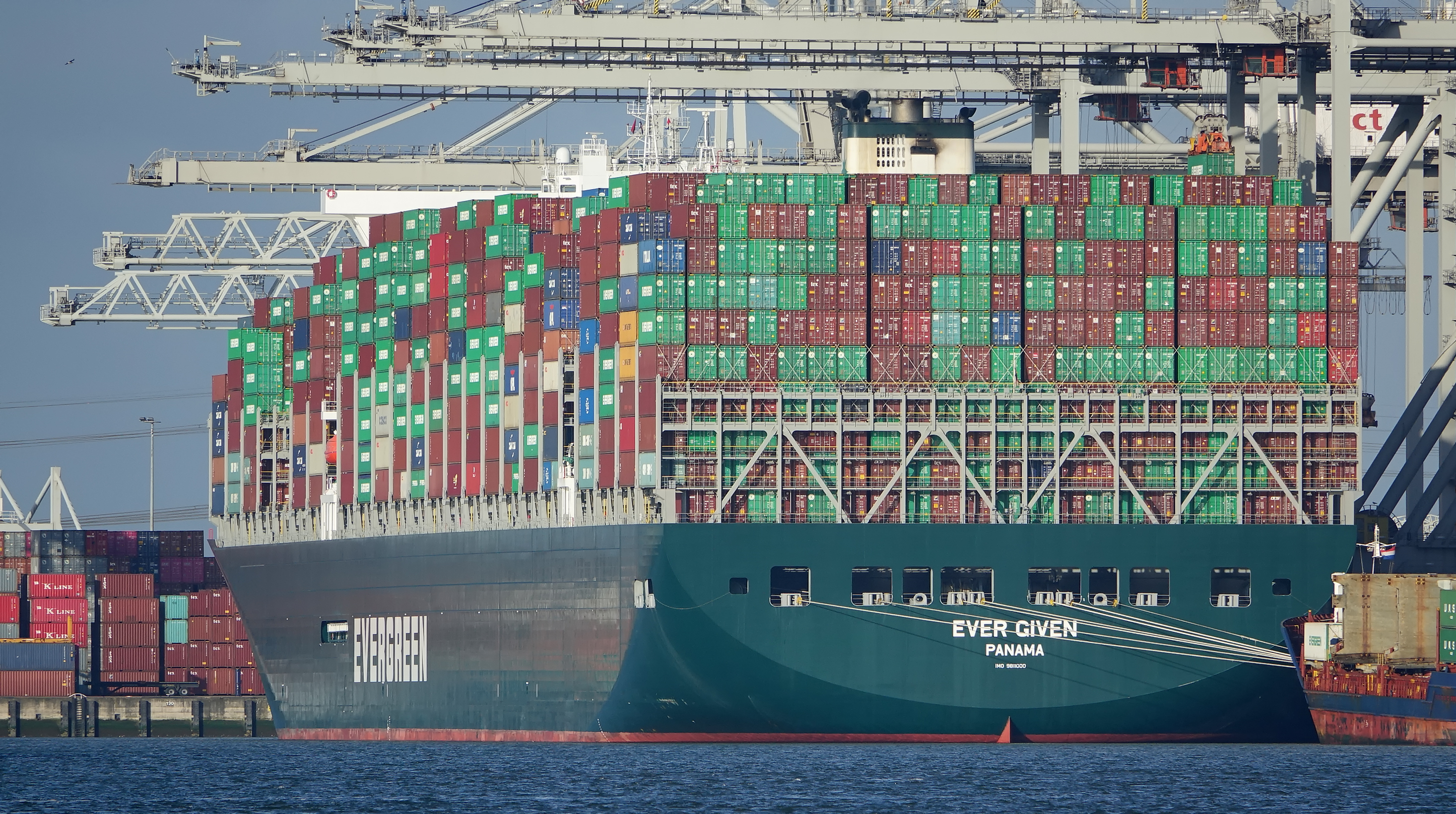
إيفرغيفن في مارس 2020

يمر حوالي 12 في المائة من إجمالي التجارة العالمية عبر قناة السويس. حذر الخبراء من أن هذا الحادث سيؤدي على الأرجح إلى تأخير شحن العناصر اليومية للمستهلكين في جميع أنحاء العالم. تقدر Lloyd's List أن كل يوم يتطلبه الأمر لإعادة فتح القناة سيُعطل ما قيمته 9 مليارات دولار إضافية من البضائع. يُعزى ارتفاع أسعار النفط إلى «حركة الشراء بعد الانخفاض الأخير في أسعار النفط، ويُعد إغلاق قناة السويس عاملًا مؤثرًا»، وذلك بسبب المخزونات الحالية ويُمكن القول أن «بضعة أيام من التباطؤ في تسليم النفط لن يكون بالغ الأهمية بالنسبة إلى السوق». أشار أخصائي النقل البحري كميل إيجلوف من مجموعة بوسطن الاستشارية إلى أن «كل حركة المرور القادمة من آسيا تمر عبر قناة السويس» مما يجعلها ممرًا «بالغ الأهمية»، ولكن فيما يتعلق بالنفط، كانت هناك مصادر إمداد أخرى. وأشار آخرون إلى أن الحدث لن يؤدي إلا إلى تأخير البضائع، مما قد يؤثر فقط على الصناعات التي تعاني من النقص الحالي مثل أشباه الموصلات. للتخفيف من النقص في السلع على المدى الطويل، جرى التأكيد على أنه يمكن طلب الشحنات المستقبلية في وقت أبكر من المعتاد حتى يجري تعويض الفرق. ومع ذلك، أشار استشاري في شركة أخرى إلى أنه حتى حدوث اضطراب قصير المدى في قناة السويس سيكون له تأثير الدومينو لعدة أشهر على طول سلسلة التوريد.

## تعويم السفينة
أعلنت هيئة قناة السويس المصرية صباح يوم الاثنين 29 مارس 2021 أن عملية إعادة تعويم السفينة الجانحة بدأت بنجاح، حيث تم تعديل مسارها بنسبة 80%. وقالت الهيئة إن عمليات قطر السفينة «إيفر غيفن» ستستأنف مع ارتفاع المد في حدود الساعة 11:30 بالتوقيت المحلي (9:30 بتوقيت غرينتش)، وأشارت إلى أن حركة الملاحة في القناة ستستأنف فور توجيه السفينة إلى منطقة الانتظار بالبحيرات.